# Marçà
Marçà är en kommun i Spanien.   Den ligger i provinsen Província de Tarragona och regionen Katalonien, i den östra delen av landet, 400 km öster om huvudstaden Madrid. Antalet invånare är 638. Arean är 16,1 kvadratkilometer. Marçà gränsar till Falset, Pradell de la Teixeta, Colldejou, Capçanes, Els Guiamets och El Masroig. 
Terrängen i Marçà är platt åt nordväst, men åt sydost är den kuperad.